# پورتسکتو

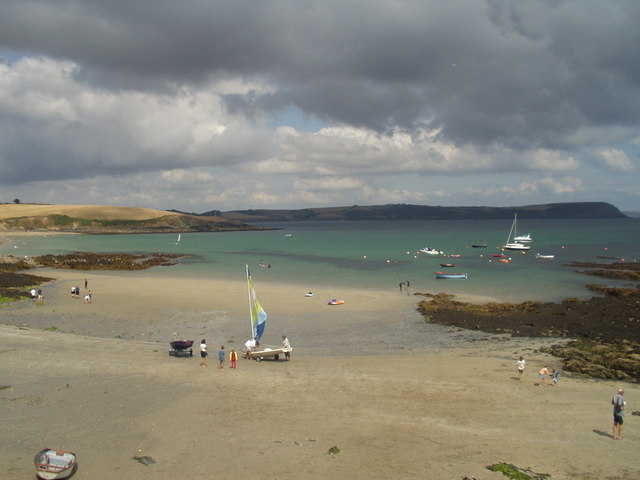

پورتسکتو (کرنوالی: Porthskathow) روستای ساحلی در شبه جزیره رزلند در کورنوال، انگلستان است. روستا با گررانس (روستاها تقریباً با هم ادغام شده‌اند اما هویت خود را حفظ کرده‌اند) در سمت شرق شبه جزیره، حدود هفت مایل (۱۱ کیلومتری) جنوب غربی ترورو واقع شده‌است.